# Instituto Catalán de Ciencias del Clima
El Instituto Catalán de Ciencias del Clima (IC3) (en catalán Institut Català de Ciències del Clima) es un organismo público sin ánimo de lucro con sede en Barcelona y que forma parte del Programa de Centros de Investigación de la Generalidad de Cataluña (CERCA).
El equipo del IC3 está formado por científicos de diversas nacionalidades, con una media de edad de 30 años y especializados en diferentes áreas científicas. La proyección internacional del centro, junto con la dedicación y experiencia de sus científicos, hacen del IC3 un centro único en esta área del conocimiento, hecho que se refleja en una producción científica de alto nivel.
El Instituto Catalán de Ciencias del Clima (IC3) surge de la necesidad de ampliar el conocimiento sobre nuestro clima, su historia y su funcionamiento y, en consecuencia, también de la necesidad de mejorar nuestra capacidad de hacer predicciones climáticas a corto plazo (estacional e interanual) y de aprender a utilizarlas en beneficio de la sociedad.
La idea subyacente de las predicciones climáticas no difiere de las predicciones meteorológicas: son necesarios datos, modelos y métodos adecuados de inicialización, y una investigación continua para mejorar todas las partes del proceso. Las mayores diferencias entre las predicciones climáticas y las meteorológicas se encuentran en la escala temporal de interés, en el hecho de que en las predicciones climáticas los datos para la inicialización son principalmente oceánicos y en que los modelos de predicción básicamente acoplan la atmósfera y los océanos (GCM acoplados).
El IC3 pretende contribuir al conocimiento del clima global, en el área geográfica y con sus respectivas relaciones; entender y caracterizar la variabilidad climática en un ámbito regional (dentro de la cubeta del Mediterráneo), e identificar los patrones de conexión con componentes del sistema climático de ámbito global. Para mejorar el conocimiento de nuestro clima y poder anticipar los cambios, es importante entender su comportamiento presente y pasado e identificar las perturbaciones introducidas por el ser humano. 
Su objetivo principal es generar nuevo conocimiento sobre las incidencias del clima y en particular en la interrelación entre los procesos físicos y biológicos, con altos estándares de calidad y con un enfoque regional especialmente centrado en el área mediterránea. Se añade la investigación de vanguardia, la educación y el desarrollo de aplicaciones y herramientas para evaluar los riesgos climáticos actuales y futuros.